# Dufourea (pszczoła)
Błyszczka, smukliczek (Dufourea) – rodzaj pszczół z rodziny smuklikowatych i podrodziny wigorczykowatych
Pszczoły te osiągają od 3,5 do 11 mm długości ciała. W ich ubarwieniu występuje niemetaliczna czerń, matowa zieleń, metaliczny błękit, a na metasomie niekiedy czerwień. Pasy jasnych włosków na tergitach są co najwyżej słabo zaznaczone. Ich twarz charakteryzuje ustawienie wystającego nadustka pod kątem do nienabrzmiałego obszaru ponad nim. Przednie skrzydła cechuje obecność dwóch komórek submarginalnych i ustawienie żyłki bazalnej prawie pod kątem prostym do żyłki M+Cu1. Wierzch pomostka jest nie krótszy od tarczki. Samiec ma niewyniesioną płytkę pygidialną; w jego aparacie kopulacyjnym walwy penisa są silnie Z-kształtne w widoku bocznym, a wolsella jest palcowato wydłużona i w dystalnej części owłosiona
Przedstawiciele rodzaju są oligolektyczni tj. zbierają pyłek z niewielu blisko spokrewnionych gatunków roślin. Wszystkie samice są samotnicami.
Owady te zasiedlają Holarktykę z kilkoma gatunkami sięgającymi północy krainy orientalnej. Wiele to gatunki górskie. W Europie stwierdzono 17 gatunków, z czego w Polsce 4 (zobacz: smuklikowate Polski).
Jest to największy rodzaj wigorczykowatych. Należą tu gatunki:
- Dufourea afasciata Bohart, 1948
- Dufourea akmolensis Pesenko, 1998
- Dufourea alpina Morawitz, 1865
- Dufourea arkeuthos Ebmer, 2004
- Dufourea armata Popov, 1959
- Dufourea armenia Ebmer, 1987
- Dufourea atlantica Ebmer, 1993
- Dufourea atrata (Warncke, 1979)
- Dufourea australis (Michener, 1937)
- Dufourea bernardina (Michener, 1937)
- Dufourea bifida Bohart, 1980
- Dufourea boharti Hurd & Moure, 1987
- Dufourea boregoensis (Michener, 1937)
- Dufourea brachycephala (Warncke, 1979)
- Dufourea brevicornis Timberlake, 1939
- Dufourea bucharica Ebmer, 2008
- Dufourea bytinskii Ebmer, 1999
- Dufourea caelestis Ebmer, 1987
- Dufourea calcarata (Morawitz, 1886)
- Dufourea calientensis Timberlake, 1939
- Dufourea californica (Michener, 1935)
- Dufourea calochorti (Cockerell, 1924)
- Dufourea campanulae (Cockerell, 1897)
- Dufourea carbopila (Wu, 1986)
- Dufourea carinata (Popov, 1959)
- Dufourea chagrina (Warncke, 1979)
- Dufourea chlora Wu, 1990
- Dufourea ciliata Ebmer, 1993
- Dufourea clavicra (Morawitz, 1889)
- Dufourea clypeata (Wu, 1983)
- Dufourea coeruleocephala Morawitz, 1872
- Dufourea contarovici Bohart, 1980
- Dufourea convergens Bohart, 1949
- Dufourea crassipes (Cockerell, 1924)
- Dufourea cuprea Bohart, 1948
- Dufourea cupreoviridis Bohart, 1980
- Dufourea cyanella Bohart, 1980
- Dufourea cypria Mavromoustakis, 1952
- Dufourea davidsoni (Cockerell, 1902)
- Dufourea dentipes Bohart, 1948
- Dufourea dentiventris (Nylander, 1848)
- Dufourea descansana Cockerell, 1941
- Dufourea deserticola (Popov, 1957)
- Dufourea desertorides Ebmer, 1978
- Dufourea desertorum Timberlake, 1939
- Dufourea dilatipes Bohart, 1948
- Dufourea dysis Ebmer, 1993
- Dufourea echinocacti Timberlake, 1939
- Dufourea eremica Ebmer, 1976
- Dufourea exigua Ebmer, 2008
- Dufourea exulans Ebmer, 1984
- Dufourea fallugiae (Cockerell, 1906)
- Dufourea femorata Bohart, 1947
- Dufourea fimbriata (Cresson, 1878)
- Dufourea flavozonata (Wu, 1990)
- Dufourea fortunata Ebmer, 1993
- Dufourea gaullei Vachal, 1897
- Dufourea gilia Bohart, 1947
- Dufourea gkuruensis (Warncke, 1979)
- Dufourea glaboabdominalis (Wu, 1986)
- Dufourea goeleti Ebmer, 1999
- Dufourea graeca Ebmer, 1976
- Dufourea halictula (Nylander, 1852)
- Dufourea holocyanea (Cockerell, 1925)
- Dufourea impunctata Bohart, 1949
- Dufourea inermis (Nylander, 1848)
- Dufourea iris Ebmer, 1987
- Dufourea josefi Ebmer, 1993
- Dufourea juniperi Ebmer, 2004
- Dufourea kashmirensis (Warncke, 1979)
- Dufourea kerzhneri ((Pesenko & Astafurova, 2006)
- Dufourea ladakhensis (Warncke, 1979)
- Dufourea latifemurinis (Wu, 1982)
- Dufourea latifrons Timberlake, 1939
- Dufourea leachi Timberlake, 1939
- Dufourea lijiangensis Wu, 1990
- Dufourea linanthi Timberlake, 1939
- Dufourea longiceps Bohart, 1948
- Dufourea longicornis (Warncke, 1979)
- Dufourea longicornis (Wu, 1982)
- Dufourea longiglossa Ebmer, 1993
- Dufourea longispinis (Wu, 1987)
- Dufourea lusitanica Ebmer, 1999
- Dufourea macswaini Bohart, 1969
- Dufourea malacothricis Timberlake, 1939
- Dufourea mandibularis (Popov, 1959)
- Dufourea marginata (Cresson, 1878)
- Dufourea maroccana (Warncke, 1979)
- Dufourea maura (Cresson, 1878)
- Dufourea megamandibularis (Wu, 1983)
- Dufourea merceti Vachal, 1907
- Dufourea metallica Morawitz, 1890
- Dufourea minuta Lepeletier, 1841
- Dufourea minutissima Ebmer, 1976
- Dufourea moldenkei Bohart, 1980
- Dufourea monardae (Viereck, 1924)
- Dufourea mongolica (Popov, 1959)
- Dufourea montana (Popov, 1957)
- Dufourea mulleri (Cockerell, 1898)
- Dufourea muoti Vachal, 1899
- Dufourea nemophilae (Michener, 1937)
- Dufourea neocalifornica Bohart, 1947
- Dufourea neoscintilla Bohart, 1980
- Dufourea neovernalis Bohart, 1980
- Dufourea nigrohirta (Warncke, 1979)
- Dufourea nodicornis (Warncke, 1979)
- Dufourea novaeangliae ((Robertson, 1897)
- Dufourea nudicornis Timberlake, 1939
- Dufourea oenotherae Timberlake, 1939
- Dufourea orovada Bohart, 1980
- Dufourea oryx (Viereck, 1903)
- Dufourea paradoxa (Morawitz, 1867)
- Dufourea pectinipes Bohart, 1948
- Dufourea petraea Ebmer, 1999
- Dufourea phoenix Ebmer, 2008
- Dufourea pilotibialis (Wu, 1987)
- Dufourea pontica (Warncke, 1979)
- Dufourea pseudometallica Wu, 1990
- Dufourea pulchricornis (Cockerell, 1916)
- Dufourea punica Ebmer, 1976
- Dufourea quadridentata (Warncke, 1979)
- Dufourea rhamni (Michener, 1937)
- Dufourea rufiventris Friese, 1898
- Dufourea salviae Ebmer, 2008
- Dufourea sandhouseae (Michener, 1937)
- Dufourea saundersi (Cockerell, 1898)
- Dufourea scabricornis Bohart, 1949
- Dufourea schmiedeknechtii (Kohl, 1905)
- Dufourea scintilla (Cockerell, 1916)
- Dufourea similis Friese, 1898
- Dufourea sinensis (Wu, 1982)
- Dufourea snellingi Bohart, 1980
- Dufourea sparsipunctata Bohart, 1980
- Dufourea spilura (Cockerell, 1925)
- Dufourea spinifera (Viereck, 1904)
- Dufourea spiniventris (Popov, 1959)
- Dufourea stagei Bohart, 1980
- Dufourea styx Ebmer, 1976
- Dufourea subclavicra (Wu, 1982)
- Dufourea subdavidsoni Bohart, 1949
- Dufourea tarsata Bohart, 1947
- Dufourea tibetensis Wu, 1990
- Dufourea timberlakei Bohart, 1947
- Dufourea tingitana Ebmer, 1999
- Dufourea tinsleyi (Cockerell, 1898)
- Dufourea torchioi Bohart, 1980
- Dufourea trautmanni Dusmet y Alonso, 1935
- Dufourea tridentata (Wu, 1987)
- Dufourea trigonellae Ebmer, 1999
- Dufourea trochantera Bohart, 1948
- Dufourea truncata Timberlake, 1939
- Dufourea tularensis Timberlake, 1941
- Dufourea tuolumne Bohart, 1947
- Dufourea turkmenorum Pesenko, 1998
- Dufourea ulkenkalkana Patiny, 2003
- Dufourea vanduzeei Bohart, 1947
- Dufourea vandykei Bohart, 1948
- Dufourea vernalis Timberlake, 1939
- Dufourea versatilis (Bridwell, 1919)
- Dufourea versicolor Alfken, 1936
- Dufourea virgata (Cockerell, 1898)
- Dufourea viridescens (Crawford, 1916)
- Dufourea viridis Timberlake, 1941
- Dufourea wolfi Ebmer, 1989
- Dufourea xinjiangensis (Wu, 1985)
- Dufourea yunnanensis Wu, 1990
- Dufourea zacatecas Bohart, 1980